# Walter Ebeling
Walter Ebeling (* 11. März 1908 in Magdeburg; † 25. September 1988 in Halberstadt) war ein deutscher Maler und Grafiker.

## Leben und Werk
Ebeling studierte Malerei bei Konrad von Kardorff und Otto Mueller an der Staatlichen Akademie für Kunst und Kunstgewerbe Breslau und arbeitete danach als freischaffender Künstler.
In der Zeit des Nationalsozialismus hatte er Arbeits- und Ausstellungsverbot. Über konkrete Gründe dafür ist bisher nichts bekannt.
Ebeling war Soldat der Wehrmacht im Zweiten Weltkrieg. Danach arbeitete er kurze Zeit als Zeichenlehrer und dann freischaffend als Maler und Grafiker in Halberstadt. Er war Mitglied der Künstlergruppe dalbe. In dem vom Bundesvorstand des FDGB und der Zeitschrift Bildende Kunst 1949 ausgeschriebenen Wettbewerb „Unsere neue Wirklichkeit“ errang Ebeling mit dem Bild Ins Gleis einen Anerkennungspreis. Es hieß damals über das bei der Jury „heißumstrittene“ Werk, dass es „zwar den Arbeitsvorgang interessant zu lösen versucht, aber nicht frei ist von muskelstrotzenden Übertreibungen und nicht überzeugenden Deformierungen.“
Seinen Lebensunterhalt sicherte Ebeling vor allem mit gebrauchsgrafischen und einigen weiteren Auftragsarbeiten. Für den vorgesehenen Neubau des Halberstädter Rathaus entwarf er mit Pia Janotta (auch Janika) ein Wandbild Der lange Matz, das wohl nicht zur Ausführung gelangte.
In der DDR war Ebeling Mitglied des Verbands Bildender Künstler der DDR.

## Ehrungen (Auswahl)
- 1976: Verdienstmedaille der DDR
- 1978: Kunstpreis des Rates des Bezirks Magdeburg

## Ausstellungsbeteiligungen (unvollständig)
- 1953: Dresden, Dritte Deutsche Kunstausstellung
- 1959: Halberstadt, Kulturhistorisches Museum, Ausstellung Verband bildender Künstler
- 1965 und 1979: Magdeburg, Bezirkskunstausstellungen

## Werke (Auswahl)
- Der unbekannte Verschüttete (1945/1946, Öl, auf der Ausstellung Halberstadt ruft von Otto Grotewohl angekauft)
- Frédéric Joliot-Curie (Triptychon, 1946, Kulturhistorisches Museum Halberstadt)
- Ernst Thälmann diskutiert mit Landarbeitern über das Bauernproramm (1957, Öl)[3]
- Wir, Mansfeld-Kombinat Wilhelm Pieck (um 1973, Öl; 175 × 150 cm; mit Pia Janika; auf der Dritten Deutschen Kunstausstellung)
- Thomas Münzer im Kreis revolutionärer Bauern (Figurenbild, im Auftrag der MTS-Traktoristenschule in Gröningen)